# 두 여자 (2010년 영화)
"두 여자"는 2010년에 개봉한 대한민국의 영화이다.

## 캐스팅
- 신은경 : 한소영 역
- 정준호 : 윤지석 역
- 심이영 : 최수지 역
- 최재원 : 박영호 역
- 이선진 : 윤민서 역
- 권성민 : 재희 역
- 홍원배 : 카페주인 역
- 주명철 : 형사 역
- 김혜원 : 바텐더 리사 역
- 이현주 : 산모 1 역
- 박찬국 : 산모 1 남편 역
- 조선묵 : 시상식 사회자 역
- 최선중 : 시상식 참석자 역
- 최혁 : 시상식 참석자 역
- 박선세 : 시상식 참석자 역
- 김경수 : 시상식 참석자 역
- 전수지 : 레지던트 역
- 장민호 : 노건축가 역 (특별출연)
- 오경자 : 노건축가부인 역 (특별출연)